# Smittia yakyquerea
Smittia yakyquerea är en tvåvingeart som beskrevs av Sasa och Suzuki 2000. Smittia yakyquerea ingår i släktet Smittia och familjen fjädermyggor. Inga underarter finns listade i Catalogue of Life.